# Surlej

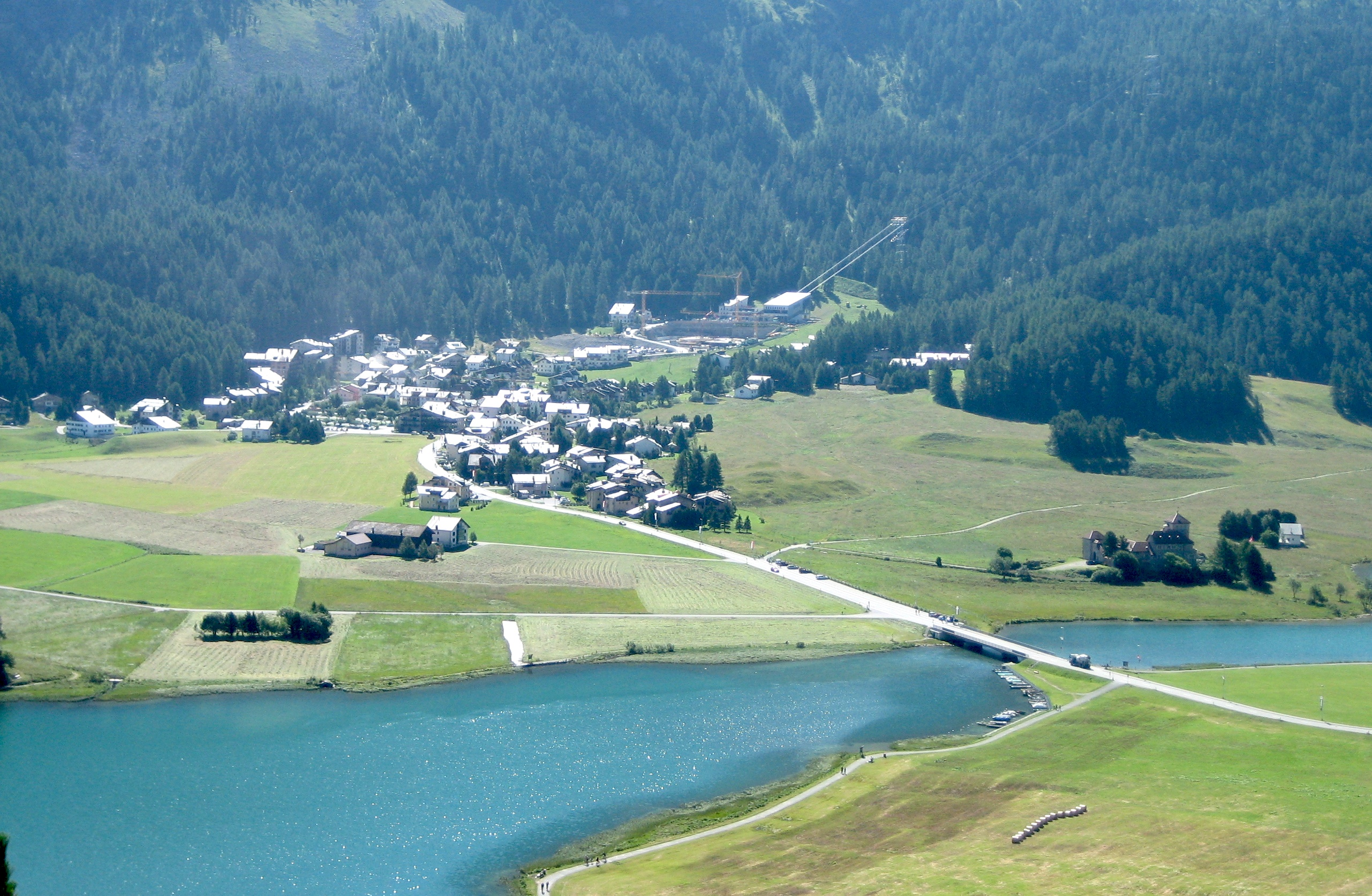
Surlej

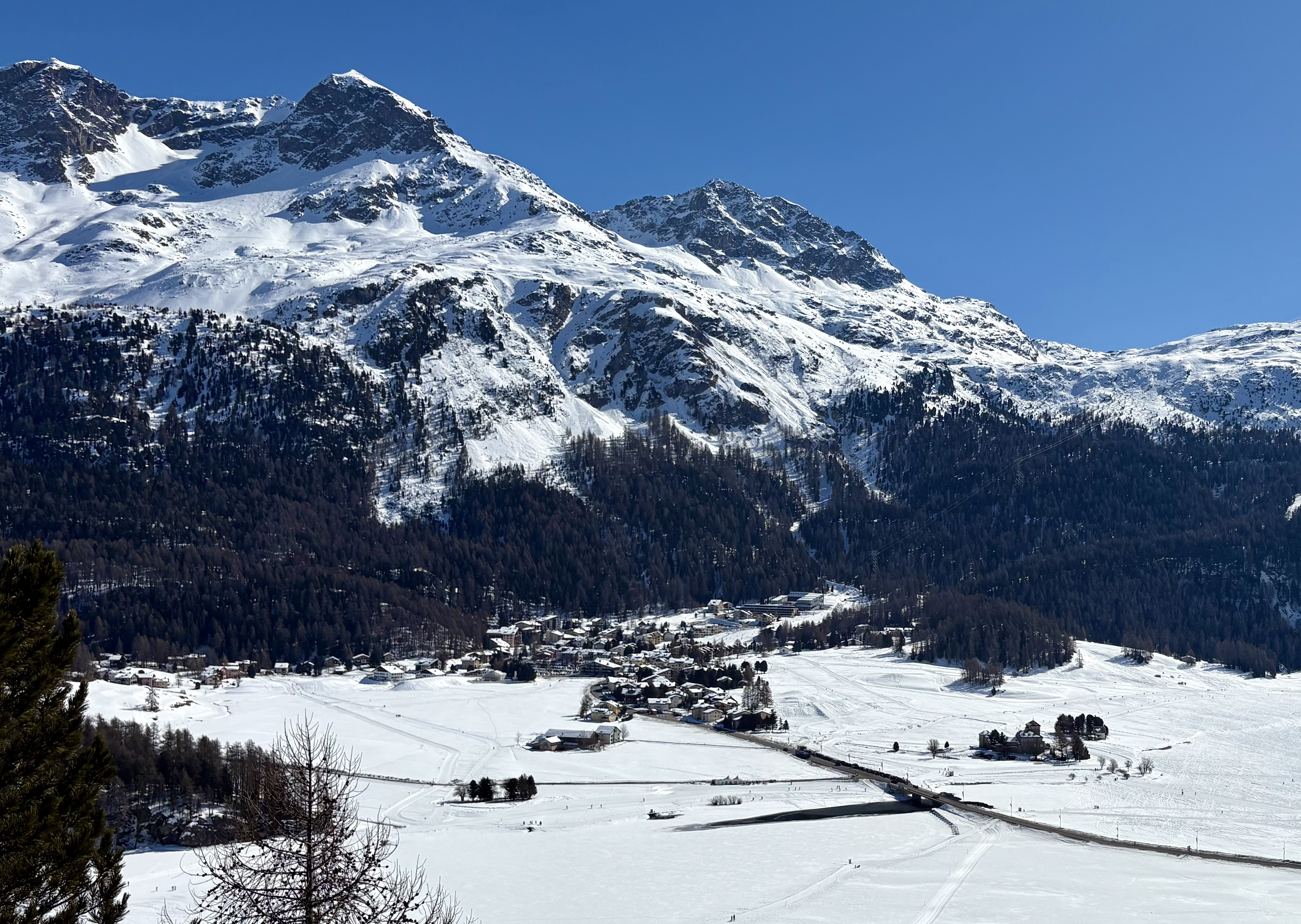
März 2025

Surlej ([suɾˈlɛj]ⓘ, Putèr für «über dem See»/«jenseits vom See») ist ein Ortsteil der Oberengadiner Gemeinde Silvaplana im Kanton Graubünden.

## Lage
Surlej liegt südlich des Inns zwischen Lej da Champfèr und Lej da Silvaplauna, am Fusse des Piz Surlej und des Corvatsches. Die Siedlung ist etwa 2 km vom Ortskern von Silvaplana entfernt.

## Geschichte
Der Hauptteil der Gemeinde Silvaplana befand sich früher auf der sonnigen und windgeschützten Ebene, auf der heute Surlej liegt. Der Ortsteil Silvaplana wurde vor allem von Säumern genutzt, die über den Julierpass nach Italien wollten. Surlej wurde im 18. und 19. Jahrhundert wiederholt von Überschwemmungen der Ova da Surlej zerstört. Durch diese Katastrophen verlagerte sich das Dorfzentrum ins sicherere Silvaplana. 1873 wurde oberhalb von Surlej eine Talsperre errichtet, die den Bach nach Westen in den Silvaplanersee umleitet. Dadurch entstand der Wasserfall, der im Sommer eine eindrückliche Kulisse bietet. Doch die Sicherung des Dorfbaches konnte den Niedergang von Surlej nicht mehr stoppen; bis 1960 lebten nur noch einige wenige in Surlej. 
Als 1963 die Corvatschbahn fertiggestellt wurde, kam wieder Leben ins Dorf. Ein intensiver Bauboom begann, der bis heute anhält.
Von 1757 bis zum Abbruch 1955 stand im Dorf die Nikolauskapelle.

## Bevölkerung und Infrastruktur
| Bevölkerungsentwicklung | Bevölkerungsentwicklung | Bevölkerungsentwicklung | Bevölkerungsentwicklung | Bevölkerungsentwicklung | Bevölkerungsentwicklung |
| ----------------------- | ----------------------- | ----------------------- | ----------------------- | ----------------------- | ----------------------- |
| Jahr                    | 1786                    | 1804                    | 1900                    | 2000                    | 2016                    |
| Einwohner               | 40                      | 34                      | 6                       | 164                     | 170                     |

Die 170 ständigen Einwohner der Siedlung sind wie die Gemeinde auch bilingual deutsch - rätoromanisch. Der in Surlej besonders intensive Zweitwohnungsbau hat auch viele Italienischsprachige in das Dorf gebracht.
Westlich von Surlej, am Fusse der Crest Alta, befindet sich die Wasserkläranlage von Silvaplana. Sie reinigt auch die Abwässer von Sils und Champfèr.

## Galerie

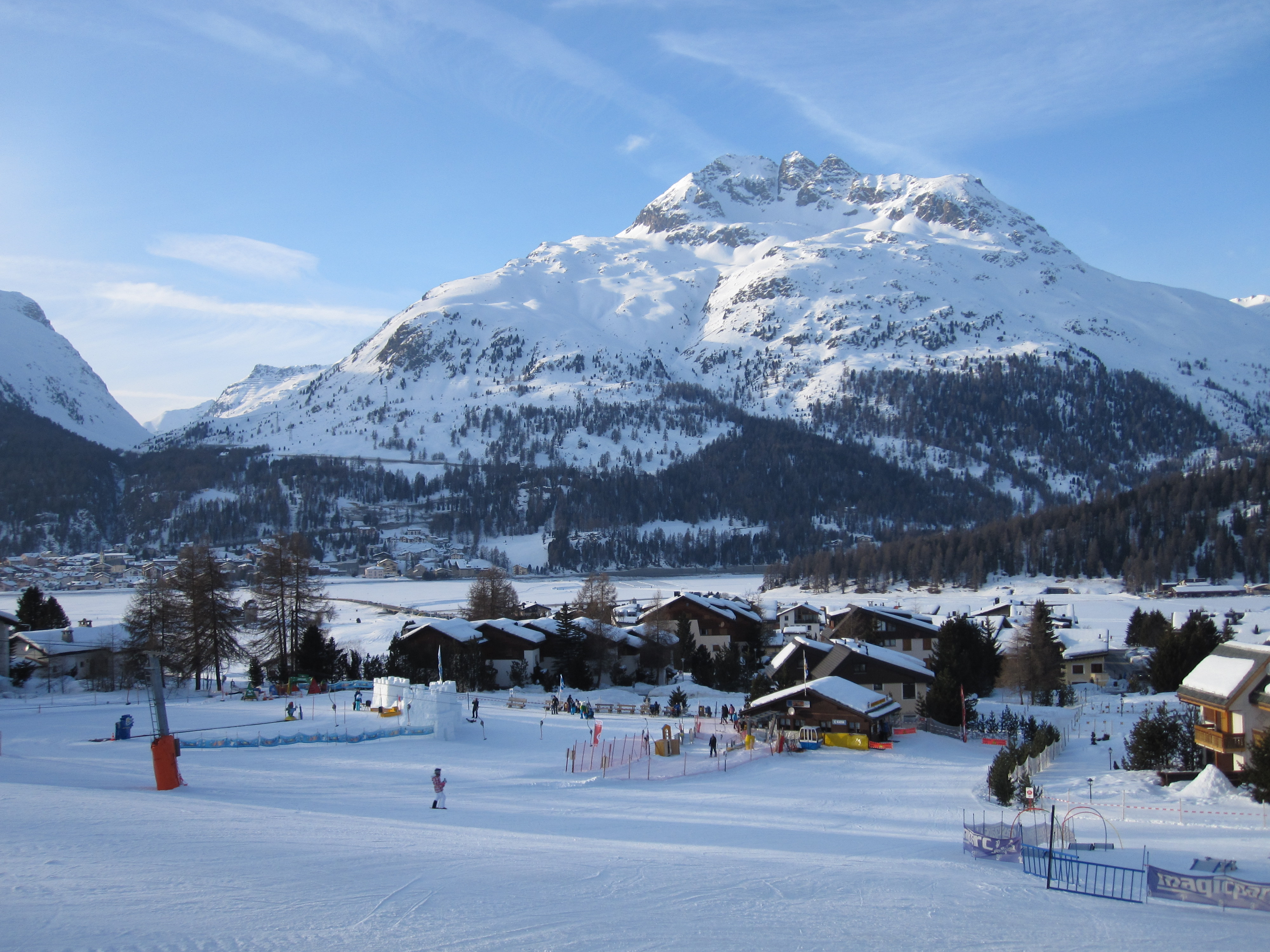
Wintertourismus im Dorf
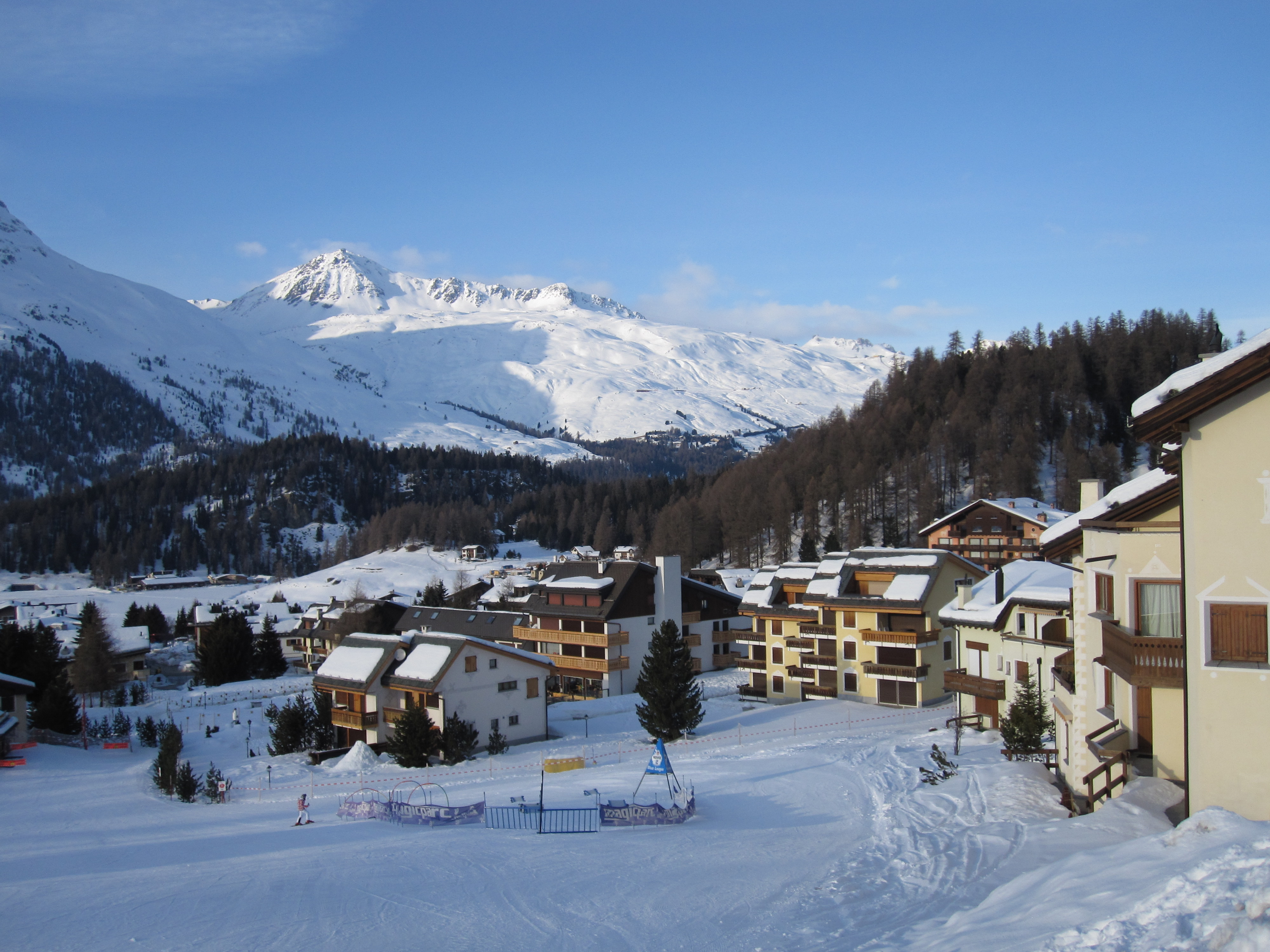
Zweitwohnungen
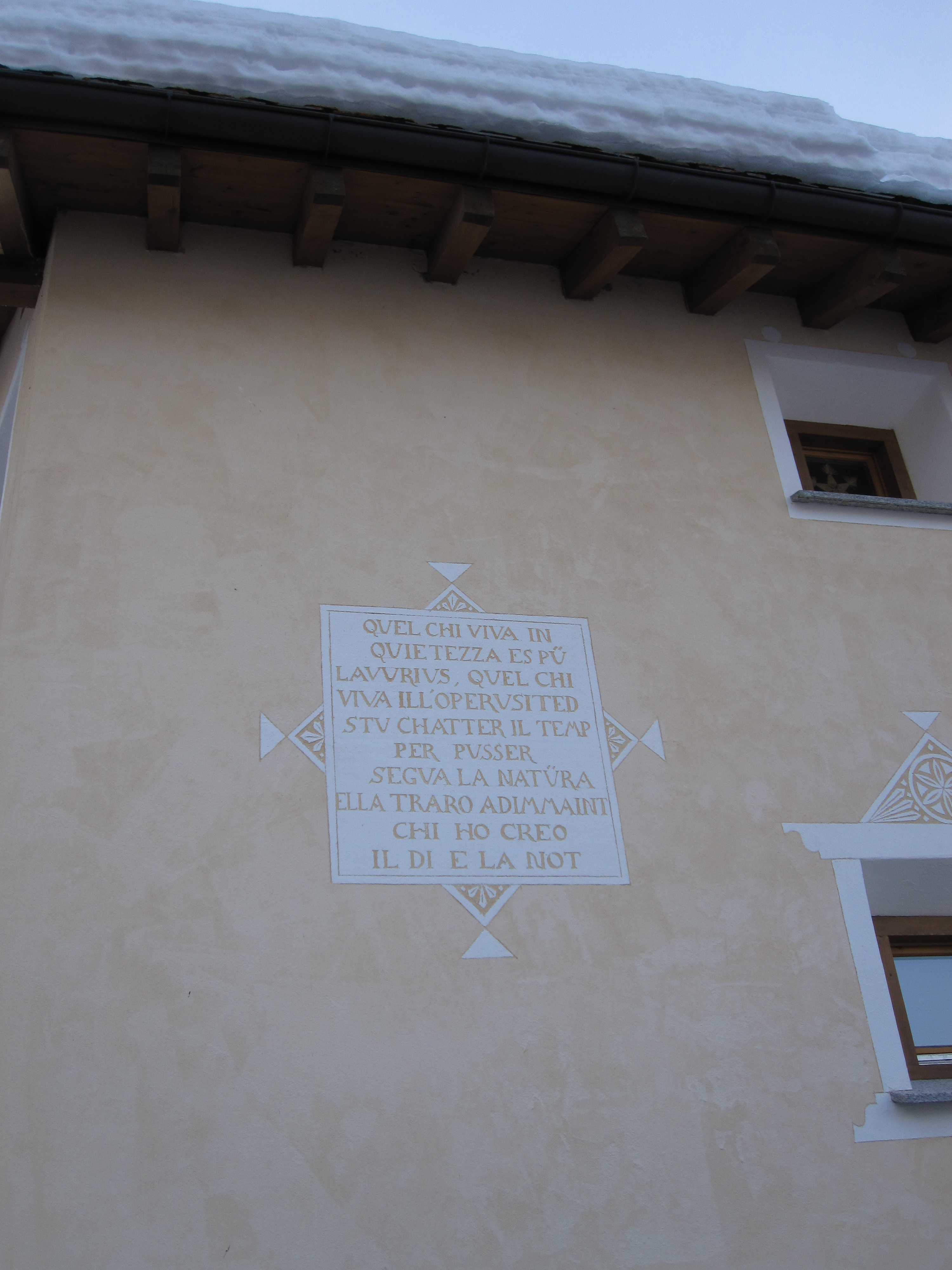
Sgraffito auf Puter
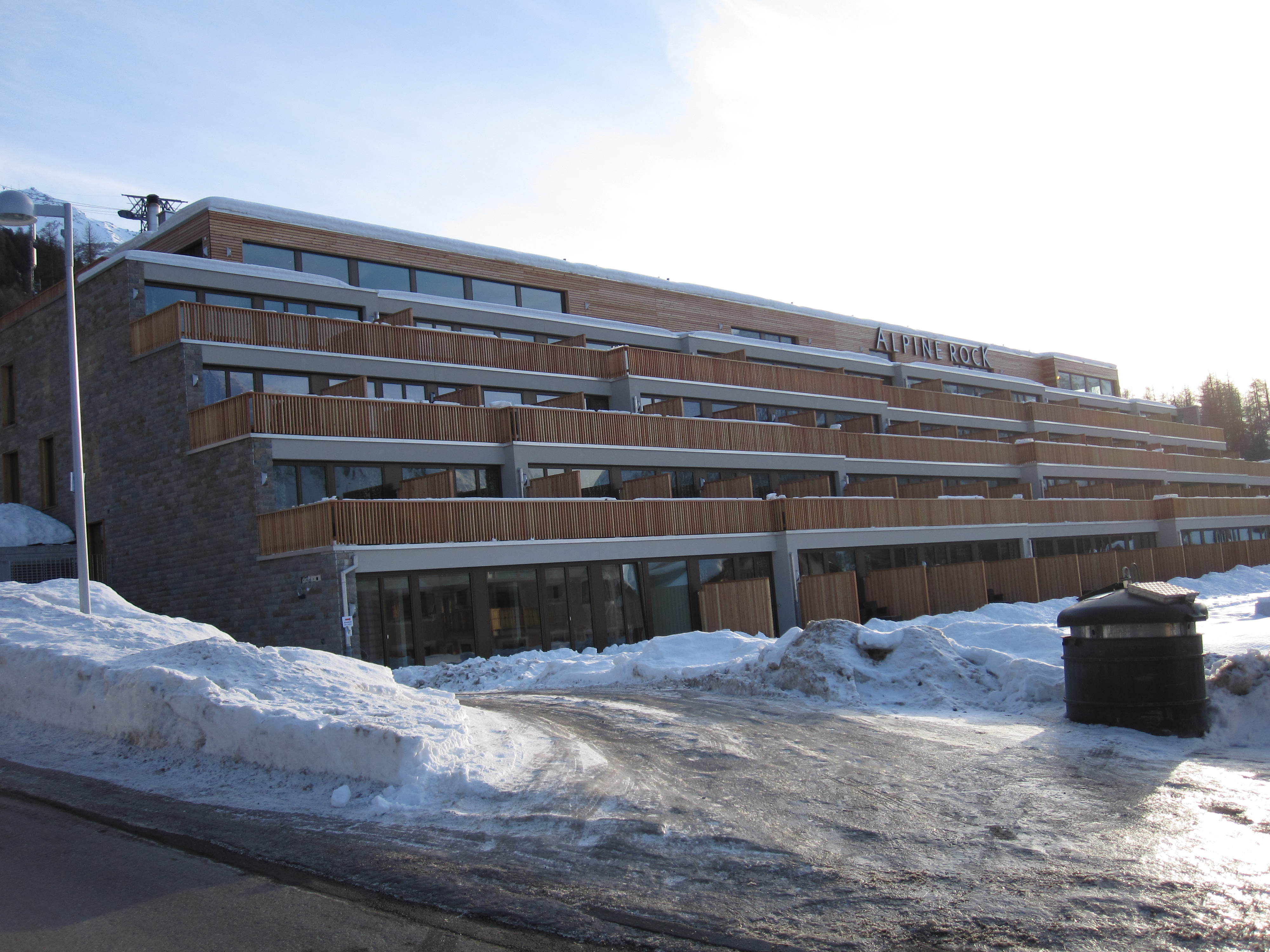
Neues (2011) Hotelresort an der Talstation der Corvatsch Bergbahnen AG